# BELIEVE IN NEXUS
「BELIEVE IN NEXUS」（ビリーヴ・イン・ネクサス）は、遠藤正明の7枚目のシングル。2010年5月12日にマーベラスエンターテイメントから発売された。

## 解説
- 前作「環境超人エコガインダー」以来7か月半ぶりのリリース。
- 表題曲「BELIEVE IN NEXUS」は、テレビ東京系アニメ「遊☆戯☆王5D's」の第4期オープニングテーマ、カップリングの「Clear Mind」も挿入歌としてタイアップされている。
- 自身のアニメソングとしてリリースしたものとしては2002年の「爆闘宣言!ダイガンダー」以来約8年ぶりとなる。
- ジャケットには、不動遊星、ジャック・アトラス、クロウ・ホーガンがプリントされている。

## 収録曲
全作詞・作曲：遠藤正明
1. BELIEVE IN NEXUS [3:25]
編曲：鈴木マサキ
2. Clear Mind [4:23]
編曲：鍋島圭一
3. BELIEVE IN NEXUS （オリジナル・カラオケ）
4. Clear Mind （オリジナル・カラオケ）

## タイアップ
| 曲名             | タイアップ                                                |
| ---------------- | --------------------------------------------------------- |
| BELIEVE IN NEXUS | テレビ東京系アニメ『遊☆戯☆王5D's』第4期オープニングテーマ |
| Clear Mind       | テレビ東京系アニメ『遊☆戯☆王5D's』挿入歌                  |